# سالفاتوري بونانو
سالفاتوري بونانو (بالإنجليزية: Salvatore Bonanno)‏ هو منتج أفلام وكاتب سيناريو وكاتب أمريكي، ولد في 5 نوفمبر 1932 في نيويورك في الولايات المتحدة، وتوفي في 2008 في توسان في الولايات المتحدة بسبب نوبة قلبية.

## وصلات خارجية
- سالفاتوري بونانو على موقع IMDb (الإنجليزية)
- سالفاتوري بونانو على موقع قاعدة بيانات الفيلم (الإنجليزية)
- سالفاتوري بونانو على موقع كينوبويسك (الروسية)